# Pelym (Ivdel)
Pelym (Russisch: Пелым) is een nederzetting met stedelijk karakter in het noordoosten  van de Russische oblast Sverdlovsk gelegen aan de spoorlijn naar Chanto-Mansië op 560 kilometer ten noorden van Jekaterinenburg en 95 kilometer (per spoor) van Ivdel. De plaats is gelegen bij de instroom van de rivier de Talym in de Pelym en vormt een eigen stedelijk district binnen het gebied van Ivdel.
Bij Pelym bevinden zich een groot aantal gevangenenkampen. De belangrijkste economische activiteit wordt gevormd door de bosbouw.
Het stedelijk district heeft een oppervlakte van 4905,33 km² en grenst in het noorden en westen aan het stedelijk district Ivdel en in het zuiden aan het stedelijk district Garinski. In totaal wonen er in het stedelijk district 4.698 mensen, verspreid over 5 plaatsen: Pelym, Kersjal (posjolok), Versjina (derevnja), Atymja (posjolok) en Nerpja (posjolok).